# پردیس ۲۷۹۱
سیارکِ ۲۷۹۱ (به انگلیسی: 2791 Paradise، نامگذاری:1977CA) دوهزاروهفتصدونودویکمین سیارک کشف‌شده است که در ۱۳ فوریهٔ ۱۹۷۷ کشف شد.
قدر مطلق سیارک برابر ۱۱٫۵۰ است.